# Малининский
Малининский — посёлок в Суздальском районе Владимирской области России, входит в состав Новоалександровского сельского поселения.

## География
Посёлок расположен в 13 км на север от центра поселения села Новоалександрово и в 22 км на юго-запад от Суздаля.

## История
Образован после Великой Отечественной войны как посёлок отделения совхоза «Вышка» Стародворского сельсовета Суздальского района, в 1966 году переименован в посёлок Малиновский, с 2005 года — в составе Новоалександровского сельского поселения.

## Население
| 2002 | 2010 | 2021 |
| ---- | ---- | ---- |
| 82   | ↗89  | ↘52  |